# Římskokatolická farnost Svatý Kříž
Římskokatolická farnost Svatý Kříž je územním společenstvím římských katolíků v rámci havlíčkobrodského vikariátu královéhradecké diecéze.

## O farnosti

### Historie
Vesnice Svatý Kříž byla založena ve 13. století řádem Německých rytířů při obchodní cestě do Habrů. Řád zde nechal pro duchovní potřeby obyvatel postavit kapli. Kaple byla později přestavěna na kostel, a při něm byla zřízena farnost. V místním kostele dlouhá léta vykonával službu kostelníka překladatel a grafik Jiří Reynek, syn básníka a grafika Bohuslava Reynka, který žil na zámečku v přifařeném Petrkově.

#### Přehled duchovních správců
- do r. 1956 R.D. Viktor Kunz (farář)
- 1956–1959 R.D. Josef Kubelka (administrátor ex currendo)
- 1959–1969 R.D. Josef Pípal (administrátor ex currendo)
- 1969–1982 R.D. Vojtěch Martin (administrátor ex currendo ze Štoků)
- 1982–1986 P. Josef Jakubec, SJ (administrátor ex currendo ze Štoků)
- 1987–1989 R.D. Pavel Smejkal (administrátor ex currendo)
- 1989–1990 R.D. Josef Pikhart (administrátor ex currendo)
- 1990–1991 P. Pavel Zachrla, SJ (administrátor ex currendo)
- od r. 2007 D. Mgr. Jan Sarkander Jakub Med, O.Praem. (administrátor ex currendo z Úsobí)

### Současnost
Farnost je administrována ex currendo z Úsobí v sousedním humpoleckém vikariátu.
| Kostel                    | Místo             | Bohoslužba                   | Bohoslužba                   | Poznámka              |
| ------------------------- | ----------------- | ---------------------------- | ---------------------------- | --------------------- |
| Kaple sv. Václava         | Petrkov           | 1x ročně (poutní), jinak ne. | 1x ročně (poutní), jinak ne. | obecní kaple          |
| Kaple                     | Petrkov - zámeček | nelze sloužit                | nelze sloužit                | zrušená zámecká kaple |
| Kostel Nalezení sv. Kříže | Svatý Kříž        | neděle pátek                 | 11.00 16.00                  | farní kostel          |